# Johannes Moth
Johannes Moth, auch Johann Moth (* 25. November 1575 (nicht 1574) in Flensburg; † 17. Januar 1642 ebenda) war ein deutscher Pädagoge und evangelisch-lutherischer Geistlicher.

## Leben und Wirken
Johannes Moth war ein Sohn des Barbiers und Wundarztes Paul Moth († 8. März 1597 in Flensburg) und dessen Ehefrau Margareta (* 1543). Seine Mutter war eine Tochter des Flensburger Bürgermeisters Volrad Schröder. Ab dem Frühjahr 1580 besuchte er eine Schule in Flensburg. Ab 1591 arbeitete er als Hauslehrer des Ratsherrn Reinhold tor Smede und unterrichtete hier einen seiner Söhne. Im März ging er zusammen mit dem als Rektor berufenen Paul Sperling an die Gelehrtenschule des Johanneums in Hamburg. Darüber hinaus arbeitete er als Hauslehrer und unterrichtete einen Sohn des Ratsherren Caspar Moller.
Im Februar 1596 immatrikulierte sich Moth an der Universität Helmstedt und studierte dort bis mindestens Ende Dezember 1598 Theologie. Gemeinsam mit seinem früheren Schüler tor Smede ging er im März 1599 an die Akademie nach Straßburg, die heutige Universität Straßburg. Im März 1601 wurde er hier nach einer Disputation unter Vorsitz von Philipp Marbach zum Magister ernannt. 1602 ging er mit tor Smede nach Paris und Orléans, wo sie ungefähr ein halbes Jahr lang lebten. Anschließend lehrte Moth an der Straßburger Akademie.
1603 erhielt Moth einen Ruf als Konrektor in Flensburg. Eine Woche nach seiner Ankunft wurde er am 14. Oktober 1603 im Amt eingeführt. Im Folgejahr wurde er zum Rektor ernannt. In den nächsten Jahrzehnten erhielt er mehrere Berufungen als Pastor im Herzogtum Schleswig, denen er jedoch nicht folgte. 1626 erhielt er einen Ruf als Diaconus (2. Pastor) der Flensburger Nikolaikirche, an der er ab 1627 wirkte.
Während der Besetzung Flensburgs durch Truppen Wallensteins 1627 und während der Pest, die 1629 in Flensburg grassierte, war er der einzig verbliebene Geistliche und hielt allein komplette Seelsorge aufrecht. Aufgrund seiner Verdienste wurde er zum Pastor an der Marienkirche ernannt. Hier wirkte er bis Lebensende.

## Familie
Moth heiratete am 9. Oktober 1608 in erster Ehe Susanna Gerhardi (* 30. September 1589; † 24. Dezember 1626). Sie war eine Tochter des Hofpredigers Nicolaus Gerhardi aus Sonderburg. In zweiter Ehe heiratete er am 13. Februar 1631 die verwitwete Elisabeth Holländer (* 1591; † 30. Juli 1651). Ihr Vater war der Lübecker Physikus Petrus Holländer (= Petrus Budanus ?). In erster Ehe war sie mit dem Flensburger Arzt Sebastian Schröder verheiratet gewesen. In dritter Ehe heiratete sie den Pastor Tycho Hoyer in Burkal.
Aus Moths erster Ehe stammten drei Söhne und zwei Töchter, aus der zweiten Ehe eine Tochter. Sein gleichnamiger Sohn (1613–1657) wurde Pastor in Bordelum. Ein weiterer Sohn Nicolaus Moth (* um 1614; † 16. März 1642) war Pastor in Breklum und der Vater von Johann Moth.

## Werke
Moth schrieb während seiner Zeit als Rektor mehrere Schulbücher, die größtenteils nicht mehr existieren. Diese enthielten muttersprachliche Abschnitte in niederdeutscher Sprache. Als das Hochdeutsche großflächig Einzug in die Schriftsprache Flensburgs fand, wurden die niederdeutschen Teile 1638 abgeschafft.
Darüber hinaus verfasste Moth eine Schul-Comoedia über Abraham in hochdeutscher Sprache. Beim Besuch Christians von Anhalt 1622 in Flensburg war das Theaterstück im Rathaus und auf dem Schloss zu sehen.
- Disputatio theologica de sacrosancta Domini coena. Straßburg 1601 urn:nbn:de:bvb:12-bsb10651238-6
- Assertiones Theologicae, De Summo Pontifice, Capiti tertio Enchiridii Controversarium Francisci Costeri Jesuitae, oppositae / Quas ... Reverendo ... Dn. Philippo Marbachio ... In privato disputationum Theologicarum collegio examinandus proponet. Straßburg 1603 (Digitalisat)
- Assertiones Theologicae, De Poenitentia Et Indulgentiis, Oppositae Cap. 11. 12. Enchiridii Controversiarum Francisci Costeri Jesuitae / Quas ... Reverendo & Clarissimo viro, Dn. Philippo Marbachio ... In privato Disputationum Theologicarum Collegio, examinandas proponit. Straßburg 1604 (Digitalisat)
- Compendium Biblicum, Dat ys/ Biblisch uthtoch/ edder Sprökebökeken, darin nevenst der Summen/ unde Hövetlehre/ ock angeheffteden korten Gebedeken/ up alle Son- unde Festdage/ de vornemeste Spröke der hilligen Schrifft tho finden/ ... Hamburg: Carstens 1623 (Borchling/Claußen 3142) (Digitalisat)
- Abrahamus Tentatus & Victor Das ist Eine Geistliche Comoedia/ von des H. Patriarchen Abrahams Versuchung und Sieg/ auß dem XX. XXI. XXII. Capit. des I. Buchs Mose genommen ... Hamburg 1624 (Digitalisat)